# Julio Izquierdo Labrado
Julio Izquierdo Labrado (San Juan de Aznalfarache, provincia de Sevilla, 1 de noviembre de 1958) es un historiador y escritor español.

## Biografía
Doctor en Historia, obtuvo en colaboración con Lauro Anaya Pena, el I Premio Internacional de Investigación Histórica "Martín Alonso Pinzón", organizado por el Patronato Provincial del V Centenario del Descubrimiento de América, de la Diputación Provincial de Huelva, con la obra Auge y decadencia de la Villa de Palos (1450-1550), (1987).
Ha sido director de la Casa Museo de los hermanos Pinzón, en Palos de la Frontera (Huelva). 
Actualmente trabaja en la Casa de Cultura "Vicente Aleixandre", de Palos de la Frontera, y forma parte del Grupo de Investigación "Mentalidad, Sociedad y Medioambiente en Andalucía e Iberoamérica en la Edad Moderna", de la Universidad de Huelva, donde fue profesor de Historia Política Moderna. Fue, también, presidente de la Real Sociedad Palósfila Pinzoniana desde 1987 a 1995.

## Obra
Además de numerosos artículos en revistas especializadas y guiones de documentales históricos para diversas emisoras de radio y televisión, nacionales, europeas, americanas y japonesas, ha publicado, entre otras obras:
- Palos de la Frontera en el Antiguo Régimen.(1380-1830), Instituto de Cooperación Iberoamericana y Ayuntamiento de Palos de la Frontera, Huelva, 1987. Depósito Legal: H-110/87.
- "Palermos en Indias", en Huelva en su Historia I, Colegio Universitario de La Rábida, Caja Provincial de Ahorros de Huelva; Universidad Hispanoamericana de Santa María de La Rábida, Consejería de Cultura de la Junta de Andalucía, Sevilla, 1986. ISBN 84-600-4579-X.
- "Análisis demoeconómico de la costa de Huelva, (1510-1530)", en Huelva en su Historia II, Colegio Universitario de La Rábida, Caja Provincial de Ahorros de Huelva; Universidad Hispanoamericana de Santa María de La Rábida, Consejería de Cultura de la Junta de Andalucía, Asociación de Empresarios de Industrias Químicas y Energéticas, Río Tinto Minera S.A., Ayuntamientos de Palos de la Frontera, Huelva, Moguer y Lepe, Huelva,1988. ISBN 84-600-5415-2.
- Itinerario Colombino, Cuadernos didácticos de la Consejería de Educación y Ciencia y la Consejería de Cultura y Medio Ambiente de la Junta de Andalucía, Gabinete Pedagógico de Bellas Artes de Huelva, Artes Gráficas Andaluzas S.L. Huelva, 1992.
- "Relaciones de los vecinos de Palos con sus parientes emigrados a Indias", en Nueva Hespérides, Asociación de Profesores de Geografía e Historia de Bachillerato de Andalucía "Hespérides", Córdoba, 1992.
- "La esclavitud en Huelva y Palos a fines del siglo XVI", en Huelva en su Historia VI, Universidad de Huelva, 1997. ISSN 1136-6877.
- "El comercio de esclavos. Gibraleón", en Historia de la provincia de Huelva, Agedime S.L. - Editorial Mediterráneo, Madrid, 1999. ISBN 84-7156-345-2.
- "Religiosidad popular en los Lugares colombinos: su proyección evangelizadora hacia América", en Religiosidad y costumbres populares en Iberoamérica, Encuentro Internacional sobre Religiosidad y costumbres populares en Iberoamérica. Num. 1. Almonte. Universidad de Huelva. 2000. Pags. 185-196. ISBN 84-95089-49-1.
- Breve Historia de Palos de la Frontera, Ayuntamiento de Palos de la Frontera, Huelva, 2002.
- Prólogo a La población de El Salvador, de Rodolfo Barón Castro. 3.ª ed. Dirección de Publicaciones e Impresos, Consejo Nacional para la Cultura y el Arte, El Salvador, Centro América, 2002. ISBN 999-23-0055-8.
- Palermos ilustres, Ayuntamiento de Palos de la Frontera, Huelva, 2003. ISBN 84-606-3612-7.
- La esclavitud en la Baja Andalucía y su proyección atlántico - africana. Huelva, Palos y Moguer (Siglos XV - XVIII), Diputación Provincial de Huelva, 2004. ISBN 84-8163-361-5.
- La esclavitud en la Baja Andalucía: el difícil camino hacia la libertad, Prefacio de Bartolomé Bennassar, Diputación Provincial de Huelva, 2004. ISBN 84-8163-366-6.
- “El descubrimiento del Brasil por Vicente Yáñez Pinzón: el Cabo de Santo Agostinho”, en Huelva en su Historia X, Universidad de Huelva, 2005. ISSN 1136-6877.
- “La pesca en la costa occidental del Golfo de Cádiz y su proyección atlántico-africana durante la Edad Moderna”, con los doctores David González Cruz y Antonio Manuel González Díaz, en Actas de la I Conferencia Internacional sobre Historia de la Pesca en el ámbito del Estrecho, El Puerto de Santa María (Cádiz), 2006. ISBN 84-8474-186-9.
- “Orígenes de la esclavitud moderna en Europa", en Actas del Congreso Les Africains et leurs descendants en Europe avant le XXe siècle, Université de Toulouse Le Mirail , 2007.
- "El discurso eclesiástico en Andalucía Occidental: los Lugares colombinos durante la Guerra de Sucesión", en Propaganda y mentalidad bélica en España y América durante el siglo XVIII. Madrid, España. Ministerio de Defensa. Vol. 1. 2007. ISBN 978-84-9781-3.
- Mallonga historio de Palos de la Frontera, Congreso Internacional de Esperanto, Excmo. Ayuntamiento de Palos de la Frontera, Huelva, 2007. Depósito Legal: H-229-2007.
- “Los clérigos de los Lugares colombinos en los periodos de guerra y en la evangelización y conquista de América”, en Religión y conflictos bélicos en Iberoamérica, Universidad Internacional de Andalucía, Sevilla, 2008. ISBN 978-84-7993-068-4.
- “Las actividades pesqueras en el litoral central onubense entre los siglos XV y XVIII",en La pesca en el golfo de Cádiz: el aprovechamiento de los recursos marinos en la costa onubense (siglos XV - XX). Consejería de Agricultura y Pesca de la Junta de Andalucía, Sevilla, 2009. ISBN 978-84-8474-263-0.
- "Los descubrimientos geográficos de Vicente Yáñez Pinzón", en Actas de las Jornadas de Historia sobre el Descubrimiento de América, tomo I, Excmo. Ayuntamiento de Palos de la Frontera y Universidad Internacional de Andalucía sede Iberoamericana de La Rábida, 2010. ISBN 978-84-7993-094-3.